# 文化和會議中心 (司徒加特)

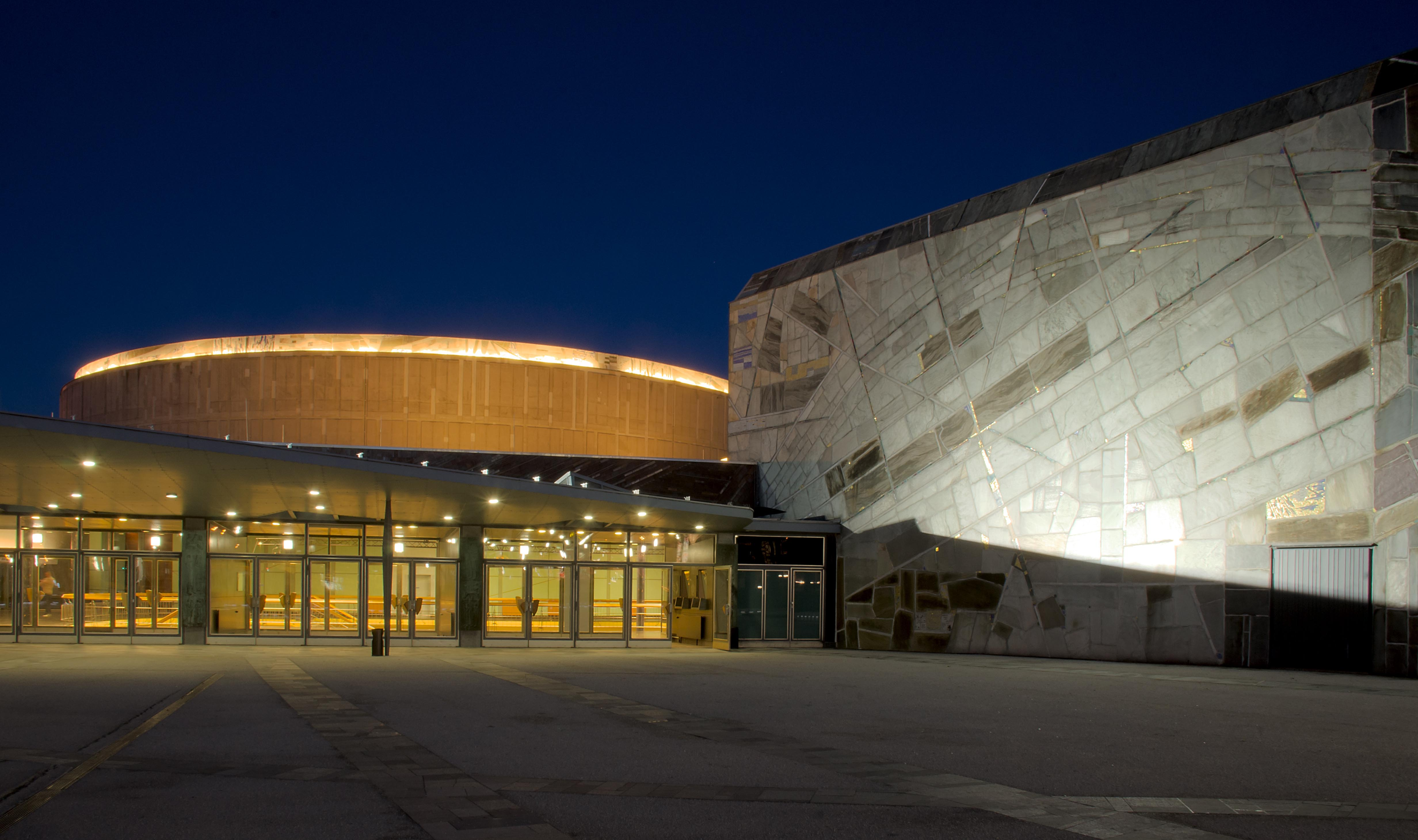
音樂廳入口，可見貝多芬廳與莫扎特廳

里德哈勒文化和會議中心（德語：Kultur- und Kongresszentrum Liederhalle，縮寫為KKL），經常簡稱為「里德哈勒」，是德國斯图加特的一處多功能場館，位於柏林廣場上。實際上，中心又分為兩個建築群，其一是設有三個廳室的大型音樂廳，另外則是一棟包含二廳十四室的會議大樓。前者即今天狹義上的里德哈勒，由洛夫·葛布羅德和阿道夫·阿貝爾建於1956年，被認為是戰後德國最重要的文化建築之一。建築結合了表現主義和有機建築的元素，1987年起受到相關法令的保護。隨著1991年另一座國會大樓的完工，里德哈勒逐步發展為一個文化和會議功能的展演場館。
里德哈勒經常舉行各式會議、商展、招待會、音樂和舞蹈演出，統計大約六成是文化或社交活動，其餘四成則是會議、商業性質。由於良好的選址及交通條件，加以建築本身的特色、鄰近十數件的公共藝術設施等，每年可吸引近600,000名遊客。供展覽用途的空間達4,000平方米，6,000座席，並且設有三個地下停車場。

## 位置

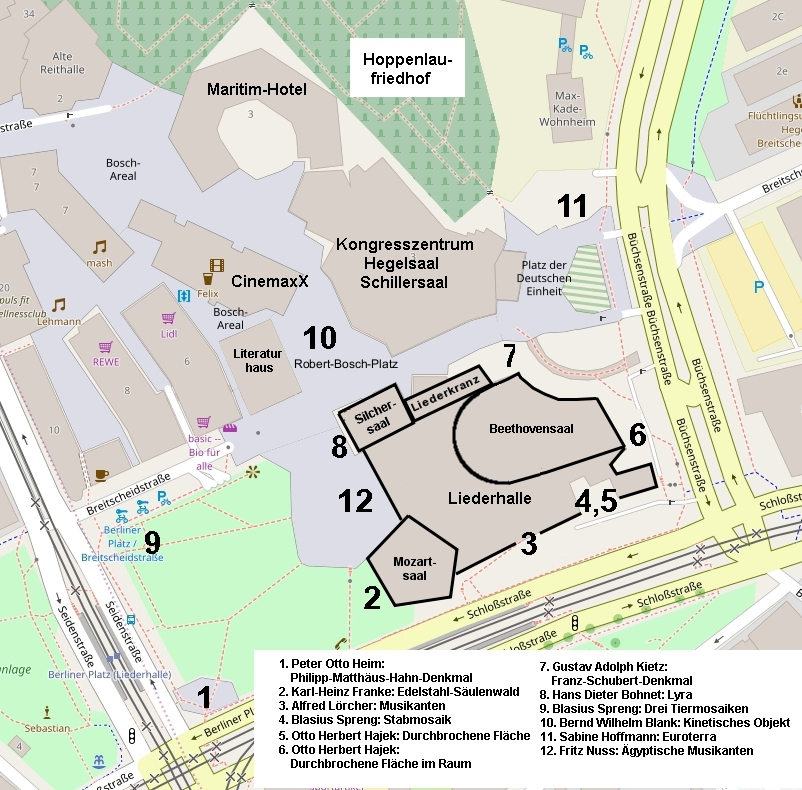
里德哈勒附近的藝術品地圖

里德哈勒中心位於司徒加特的柏林廣場，附近的地標還有國會大廈、国立剧院、國際巴赫學院等。

## 歷史
老里德哈勒

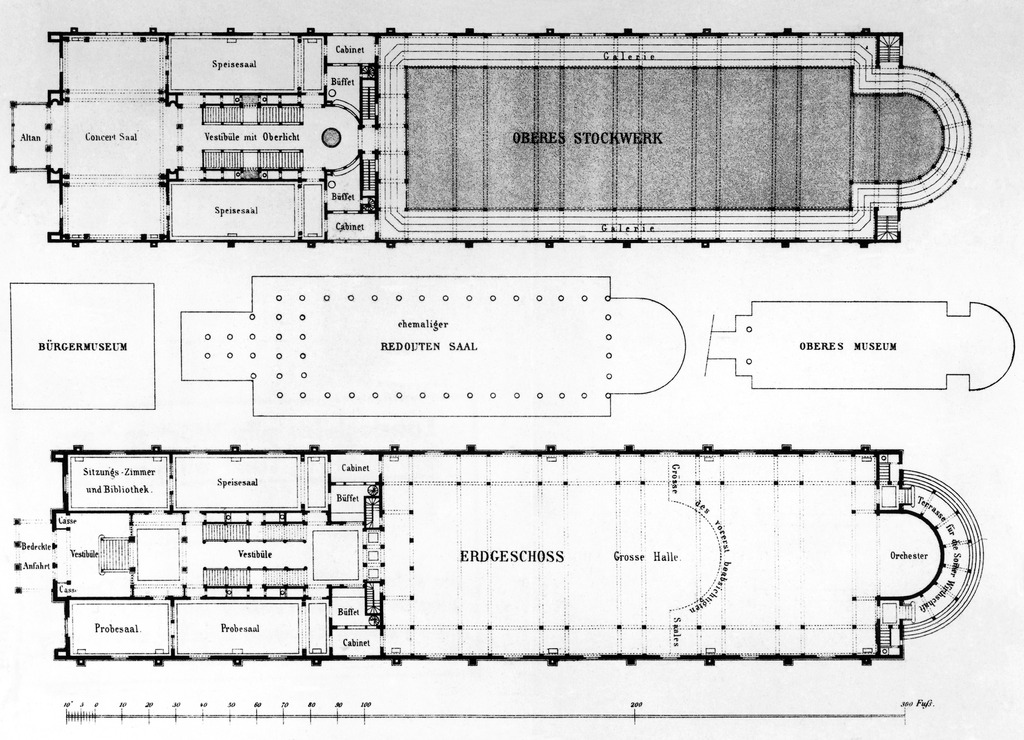
設計圖，1859年

老里德哈勒（Alte Liederhalle）建於1863年至1864年間，由萊恩斯領銜起造，1864年12月11日舉行落成典禮。
1906年進行了擴建，迄1910年完工。擴建的對象包括雜物間和社交大廳等設施，入口區域則以新藝術風格進行改造。

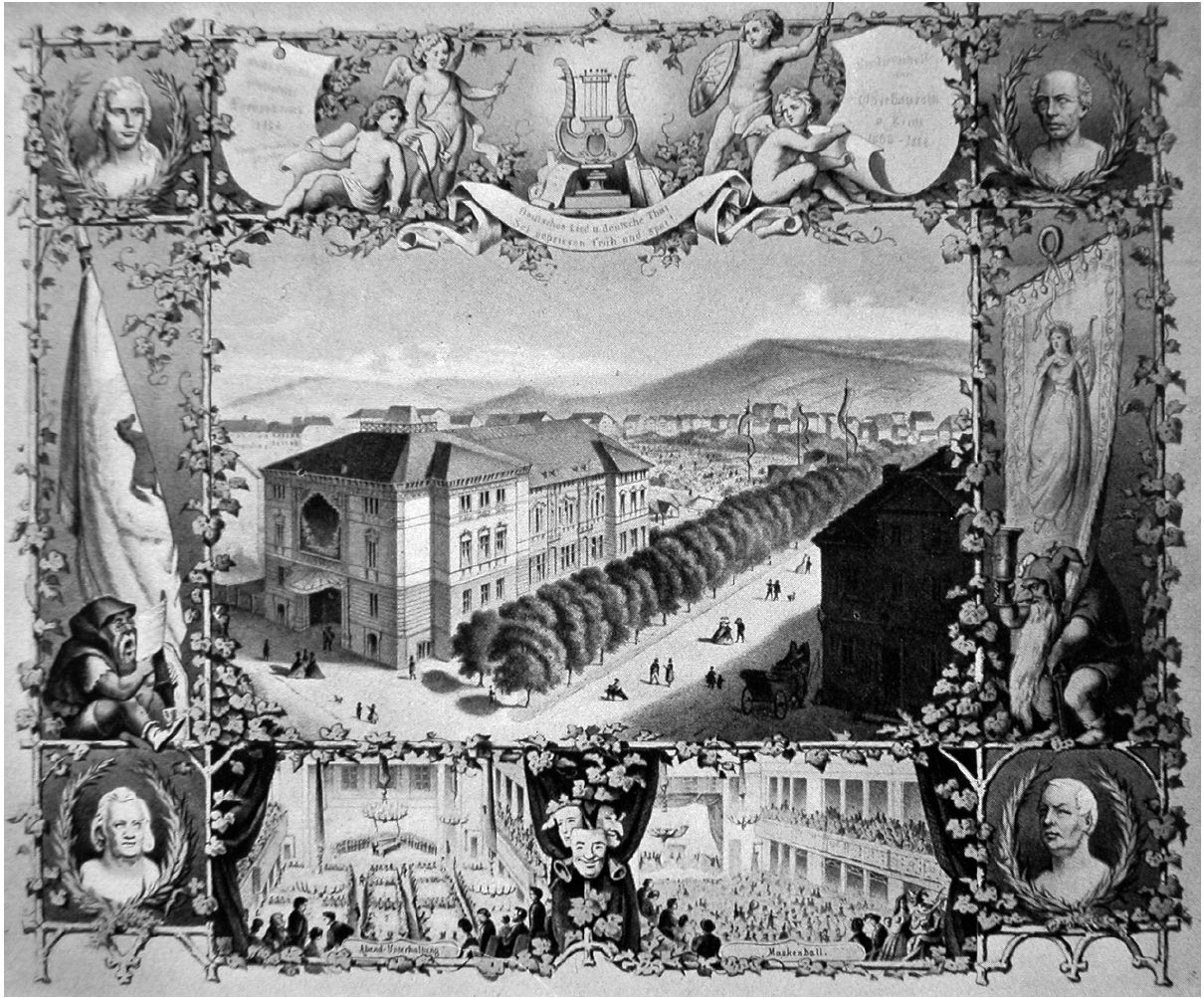
老里德哈勒廳，1864年

擁有十四個大廳的里德哈勒，在1943年10月7日晚間的空襲中被炸毀。戰後，斯圖加特歌劇院在廢墟中舉辦了一場音樂會，並推動了新歌劇院的建設。
新里德哈勒
1954年，市政府收購了該處物業，聘請洛夫·葛布羅德和阿道夫·阿貝爾建造新的建築。工程在1955年至1956年進行，於1956年7月29日宣告落成。同時，該地區被命名為「柏林廣場」（Berliner Platz）。
現在的里德哈勒設有三處音樂廳：貝多芬廳、莫扎特廳和西爾歇爾廳。《洛杉磯時報》評價新里德哈勒是一座「前衛的廳堂」，當地指揮卡尔·明兴格尔則說「歐洲大陸上沒有一個音樂廳有這樣的音響效果」。
新里德哈勒是德國領先的音樂廳之一，也是該市文化和社會生活的中心。除了维也纳爱乐乐团、柏林爱乐乐团、皇家愛樂樂團、纽约爱乐樂團等古典樂勁旅之外，爵士樂、搖滾樂和流行音樂明星也定期在此演出。
國會大廈

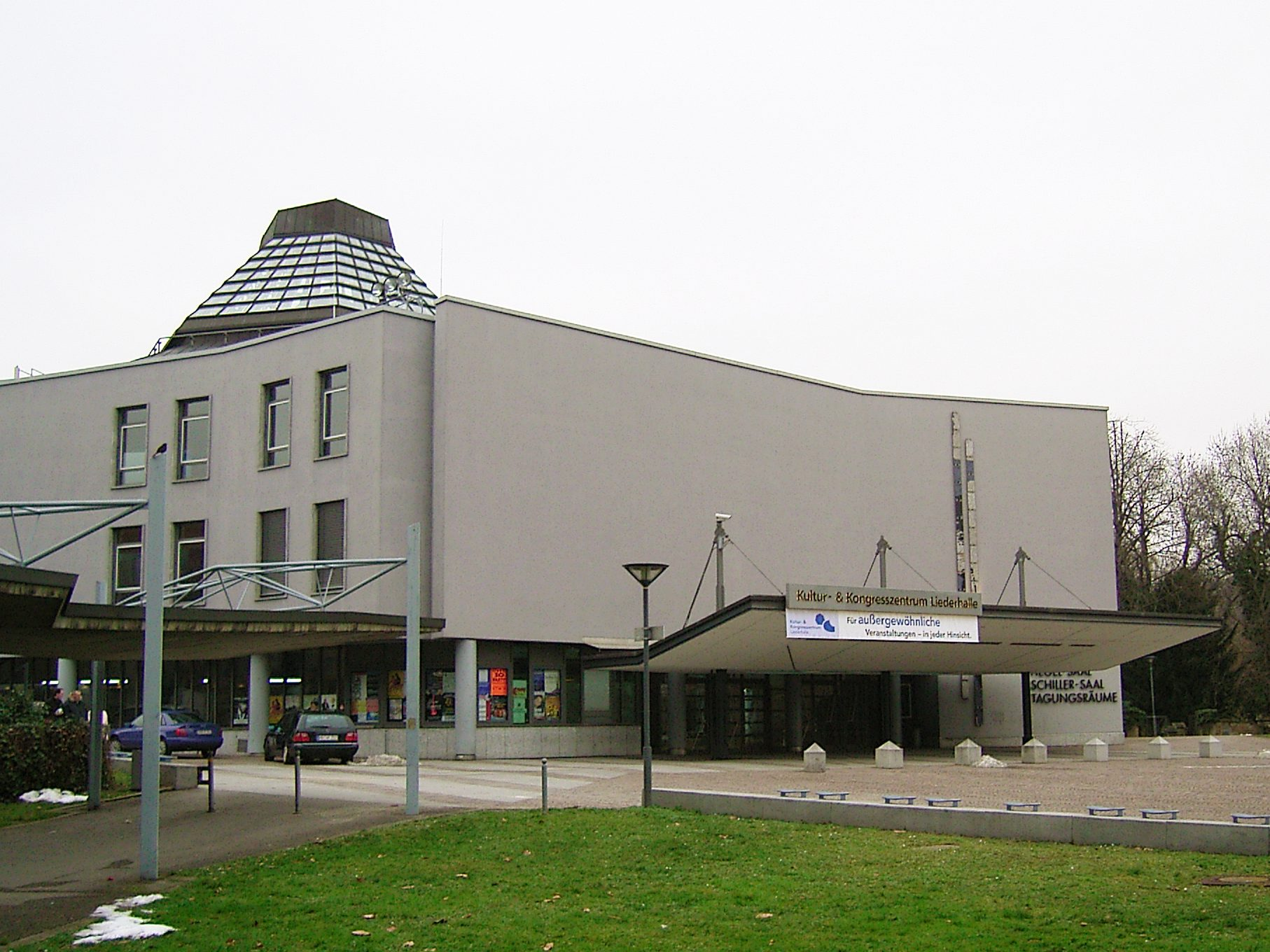
1991年的國會大廈

五〇年代以來，各項需求激增，使得新建一座大樓（供講座、小組討論）的聲量漸長。1978年，葛布羅德與其雇員沃爾夫岡·亨寧（Wolfgang Henning）開始規劃新大樓的建築。新的會議中心在里德哈勒音樂廳以北落成，1991年開業。自此，這個建築群被稱為「里德哈勒文化和會議中心」（即現名）。1991年開始使用紋標，該標由中心的正式名稱，以及莫扎特廳、貝多芬廳的廳室形狀所組成。
近況
2006年7月，里德哈勒音樂廳慶祝成立五十週年，7月20日舉行了慶祝音樂會，大約500名貴賓受邀參加。安娜-苏菲·穆特與斯图加特广播交响乐团、指揮安德烈·普列文攜手在貝多芬廳演出，當天音樂廳對外開放。
近期，音樂廳進行了一年6個月的整修工程，於2020年12月重新開放。會議中心在COVID-19的期間，做為疫苗接種站使用。截至2021年7月，斯圖加特診所在這裡進行了大約520,000次的COVID-19疫苗接種。

## 建築
中心包括三個獨立的音樂廳：貝多芬廳、莫扎特廳和西爾歇爾廳。國會大廈內另設黑格爾廳和席勒廳，以及14間會議室。以下的座席數，是音樂會上通常的數目。

### 貝多芬廳

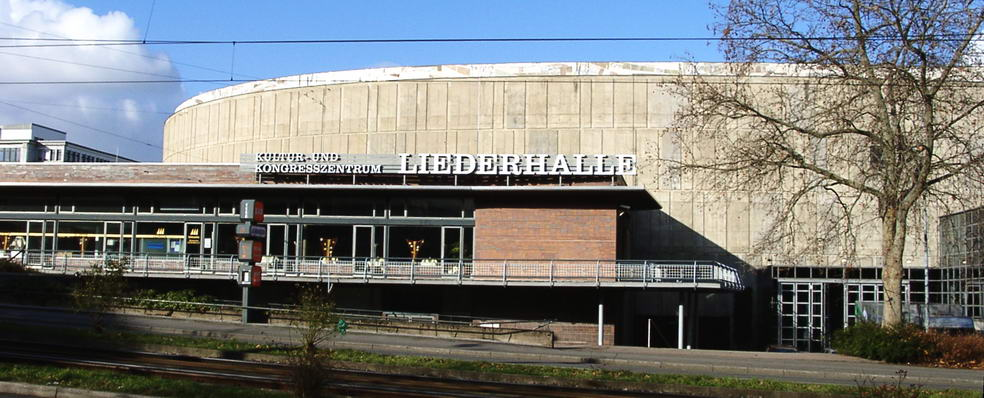
貝多芬廳南側，攝於2005年

貝多芬廳（Beethoven-Saal）有2,089個座位，三角形的不對稱設計是其特色。混凝土牆具有雕塑般的結構，帶有金色線條，並由木板提供抽象構圖。出於聲學的考量，牆表面做了特殊的處理。
貝多芬廳由於其設計與優秀的聲學效果，列名於世界百大廳院之一。

### 莫扎特廳
莫扎特廳（Mozart-Saal）是中型的場地，設有752個座位，音樂廳內部是不規則的五邊形。舞台位於其中一個角落，並由後面的聲音反射器包圍。其後牆具有隔音效果，傾斜表面有棱柱形鑲板，牆壁由橡木製成，天花板則鑲有灰燼。整個內部安排以舞台為中心，聽眾座位則呈逐排上升之勢。

### 西爾歇爾廳
西爾歇爾廳（Silcher-Saal）適合小型演出之用，有320個座位。較特別的是對外的透明玻璃窗，可使自然光進入室內。

### 黑格爾廳
黑格爾廳（Hegel-Saal）是多功能的大廳，設有1,869個座位，液壓可調平台可供會議和貿展使用，也適用於音樂和舞蹈演出。大廳呈不規則七邊形，沒有一堵牆平行於對面的牆，這樣的聲音擴散條件對口語來說是一個優勢，因而特別適合大型會議之用。而為了調節會議用途和音樂會用途的不同反響條件，內部還設有大型的玻璃帆。

### 席勒廳
席勒廳（Schiller-Saal）有406個座位。

## 其他設施與特色
- 里德哈勒的一個顯著特點，是莫扎特廳外部由各種不同材料、形狀和顏色材料所製成的外牆。設計出於慕尼黑畫家、雕塑家、玻璃畫家和馬賽克畫家布拉修斯·施普倫格（德语：Blasius Spreng），其積極參與了建築的規劃和室內設計。其他大廳也有各自的特色外牆設計。

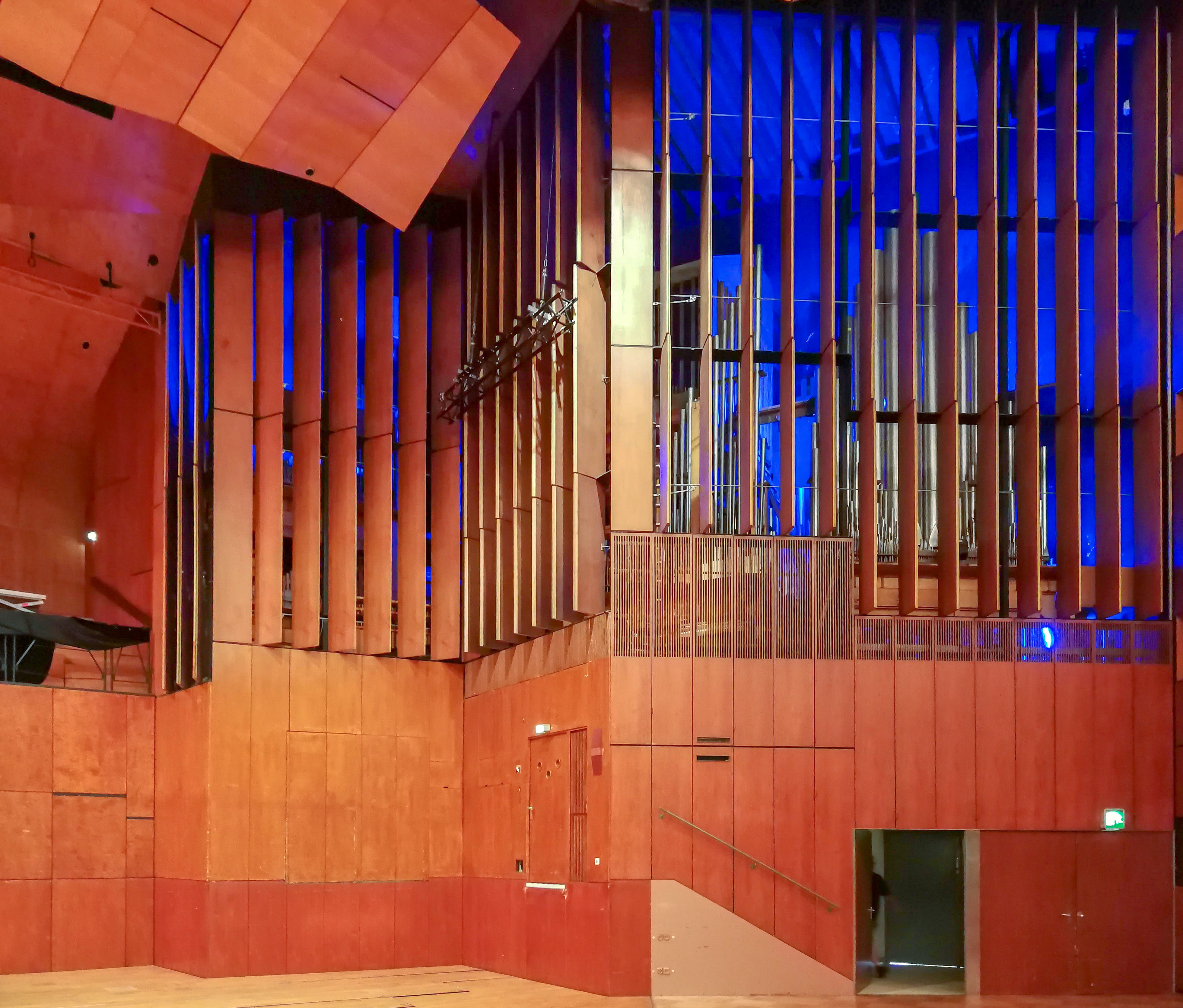
貝多芬廳的管風琴

- 貝多芬廳的管風琴由O·F·魏格爾（Orgelbau Friedrich Weigle）於1956年建造。[7]

## 延伸閱讀
- Kultur- und Kongresszentrum Liederhalle; Informationsbroschüre Alle Fakten auf einem Blick.
- Sian Brehler: Die Neue Liederhalle Stuttgart: Daten und Fakten zur Baugeschichte. Dissertation 2006. Karlsruhe 2006. Digitalisat
- Margot Dongus: Fünfzig Jahre Liederhalle : Episoden, Musik, Architektur. Südwestdeutsche Konzertdirektion Russ, [Stuttgart] 2006.
- Hartmut Ellrich: Das historische Stuttgart. Michael Imhof Verlag, Petersberg 2009, ISBN 978-3-86568-381-6, S. 97–99.
- Eberhard Grunsky: Zur Denkmalbedeutung der Stuttgarter Liederhalle. In: Denkmalpflege in Baden-Württemberg, 16. Jahrgang, 1987, Heft 2, S. 91–111, PDF.
- Christian Holl: Liederhalle Stuttgart. Stadtwandel Verlag, Berlin 2007 (Die Neuen Architekturführer; 108), ISBN 978-3-86711-019-8.
- Hermann Lenz; Günter Beysiegel (Hrsg.): Stuttgart : aus 12 Jahren Stuttgarter Leben. Belser, Stuttgart 1983, S. 480–483.
- Werner Skrentny (Hrsg.): Stuttgart zu Fuß. Silberburg-Verlag, Tübingen 2008, ISBN 978-3-87407-813-9, S. 36, 102, 106, 117.
- Chris Gerbing: Chancen, Möglichkeiten und Grenzen von Kunst im Unternehmen. Eine interdisziplinäre Studie am Beispiel der ,Kunstumzingelung' von Otto Herbert Hajek an der Sparda-Bank in Stuttgart. Tübingen 2010.
- Eugen Gomringer (Text); Anuschka Koos (Werkverzeichnis): O. H. Hajek. Eine Welt der Zeichen. Bonn 2000.
- Marlis Grüterich: Alfred Lörcher. Skulptur, Relief, Zeichnungen; mit Werkverzeichnissen. Stuttgart 1976.
- Bärbel Küster (Herausgeberin); Wolfram Janzer (Fotos): Skulpturen des 20. Jahrhunderts in Stuttgart. Heidelberg 2006.

## 外部連結
- 官方网站